# Kaarlo Bergbom
Kaarlo Bergbom (2 de octubre de 1843 - 17 de enero de 1906) fue un director de teatro finlandés. Fue el fundador del Teatro Nacional Finlandés, la primera compañía de teatro en finés. Aunque no escribió muchas obras, es responsable de introducir a varios dramaturgos finlandeses como Minna Canth, y también de las traducciones al finlandés de las obras de William Shakespeare y otros escritores extranjeros. Bergbom además fundó la revista Kirjallinen Kuukausilehti.
Era hermano del senador Ossian Wuorenheimo y de Emilie Bergbom . Está enterrado en el cementerio de Hietaniemi en Helsinki.

## Biografía
El director teatral Kaarlo Bergbom nació en Vyborg, era hijo del Doctor en Derecho y Senador Johan Erik Bergbom y Fredrika Juliana Roschier, hija de un lagman; ella murió en 1854. Su familia hablaba sueco, el idioma de las clases sociales educadas, pero Bergbom nunca aprendió a hablar correctamente finlandés. A fines de la década de 1840, la familia Bergbom se mudó a Helsinki. Entre los amigos de la familia estaban el filósofo y estadista Johan Vilhelm Snellman (1806-1881) y Fredrik Cygnaeus (1807-1881), profesor de literatura moderna y estética.
Desde joven, los padres de Bergbom lo llevaron al teatro y a la ópera; Bergbom tuvo su primer contacto con la ópera cuando tenía 6 años. El periodista e historiador del arte Emil Nervander recordaba en su artículo de Valvoja (1/1906), que Bergbom tenía una hermosa voz para cantar en su infancia. También tomó lecciones de piano. A la edad de 17 años, Bergbom podía tocar sus canciones de ópera favoritas en el piano.
Mientras estudiaba, Bergbom escribió poemas y obras de teatro. Ansioso por aprender finlandés, hablado por la gente común, Bergbom pasó en 1859 algún tiempo en Saarijärvi, el escenario del poema patriótico de Johan Ludvig Runeberg 'Bonden Paavo' (1830, Paavo the Peasant). Después de graduarse en el Helsingfors Lyceum, ingresó a la Universidad de Helsinki, donde estudió literatura, teatro, historia y estética con Cygnaeus. A la edad de 19 años, Bergbom recibió su maestría. Su disertación de 1868 Det historiska dramat i Tyskland, que trataba sobre el drama histórico en alemán, era lo suficientemente buena para una carrera académica, pero sus intereses estaban en otra parte, en el teatro.
La primera obra de Bergbom, Pombal och jesuiterna (1863, Pombal and the Jesuits), fue escrita en sueco. La colorida historia, influenciada por Víctor Hugo, se desarrolla en el siglo XVIII en Portugal, lo suficientemente lejos como para no atraer la atención de los censores del zar. Cuando se representó en Helsinki, las críticas fueron educadas. Paola Moroni  (1870), sobre la lucha entre güelfos y gibelinos en la Italia del siglo XIII, fue escrita en finlandés. Los primeros esfuerzos de Bergbom como dramaturgo no tuvieron el éxito que esperaba, y en ese momento su dominio del finlandés no se extendió hasta las sutilezas.
Con Johan Calamnius, Jaakko Forsman y Frithiof Perander, Bergbom fundó en 1866 la revista Kirjallinen Kuukausilehti, donde publicó reseñas literarias y cuentos 'Julian' (1867), 'Aarnihauta' (1868) y 'Sydämiä ihmistelmeessä' (1869). ). La revista se cerró en 1880. Como crítico, Bergbom se centró en el drama y la poesía. Sus artículos, escritos en un estilo vivo, irradiaban inteligencia y confianza. Principalmente debido a la visión estética de Bergbom, Eino Leino lo consideró un digno sucesor de Cygnaeus, quien ha sido caracterizado como "más un estilista que un erudito".
En 1871 Bergbom viajó a San Petersburgo. Visitó el Hermitage y asistió a representaciones de ópera y luego continuó a Berlín. Durante el día, se sentaba en la biblioteca a investigar y por las noches iba al teatro. Tras un viaje a Venecia con su hermana Augusta Helena y Oskar af Heurlin, que estaban de luna de miel, volvió a Berlín y viajó de nuevo a Finlandia.
Antes de convertirse en un establecimiento permanente en 1872, el Teatro Finlandés había comenzado en 1869 con la producción de Kivi's Lea. En el papel principal se vio a Charlotte Raa, una actriz sueca, que acababa de tener un gran éxito de crítica en la tragedia histórica  de Josef Julius Wecksell, Daniel Hjort. Raa se aprendió de memoria sus líneas finlandesas. Aunque la actuación salió bien, Raa dijo más tarde que no quería repetir la experiencia. En 1872, Bergbom fue nombrado director del recién fundado Teatro Finlandés.  
Por su mera existencia, la institución contribuyó en gran medida al despertar nacional a fines del siglo XIX. Primero se ubicó en Pori, donde se levantó el telón para la función de apertura el 13 de octubre de 1872. El grupo de actores incluía a Oskari Vilho (un funcionario), Ismael Edvard Kallio (hijo de un herrero), Aukusti Korhonen, August Alfred Aspegren (ex suboficial), Edvard Himberg (hijo de un fabricante de carruajes), María Aurora Olivia Toikka (hija de un sargento mayor), Selma Emilia Heerman (hija de un relojero), Salida Savolainen (hija de un tintorero), Selma Evelina Tötterman (hija de comerciante), Lydia Lagus (hija de cantor), Arthur Alfred Lundhal (hijo de funcionario), Amanda Eufrosyne Kaarlonen (hija de comerciante), Bruuno Wilhelm Böök (hijo de jefe de policía rural), y Benjamín Leino (hijo de un maestro). El teatro se trasladó en 1873 a Helsinki, donde se creó un departamento de ópera en los mismos años, con el propio Bergbom dirigiendo la mayoría de las producciones. Debido a dificultades financieras, las actividades de ópera terminaron en 1879.
Bergbom colaboró con Aleksis Kivi, el escritor nacional finlandés, a quien consideraba uno de los "realistas exuberantes y originales". Para la publicación de la comedia Nummisuutarit de Kivi, tomó un préstamo de 700 marcos de un banco y pagó de su propio bolsillo. Colaboró con Minna Canth, quien le envió su primera obra, Murtovarkaus (El robo). Se representó con éxito en Helsinki en 1882.
En realidad, a Canth no le gustaba el director de teatro conservador, pero su colaboración continuó hasta que Canth escribió su obra Sylvi (1893) para el Teatro Sueco rival. La hermana de Bergbom, Emilie, en la práctica subdirectora del Teatro Finlandés, conoció a Canth por primera vez, cuando la compañía visitó Kuopio en 1883. Se hicieron buenos amigos, cuya correspondencia fue cálida y comprensiva. En una carta de 1884, Canth escribió:
 "Pero ¿no es verdad, Emilie, que preferirías vivir, luchar, esforzarte, actuar y sufrir que pasar por la vida como una persona medio muerta que no deja rastro, que no es perdido después de partir, las obras de cuyo espíritu no dan fruto?".
También las obras más conocidas de Gustaf von Numers se realizaron en colaboración con Bergbom, entre ellas Erik Puke (1888), un drama histórico que había sido rechazado por el Teatro Sueco. La obra fue traducida al finlandés. La gran tragedia de Von Numers fue Elinan surma (la muerte de Elina en 1891), basada en una balada del Kanteletar. Bergbom ayudó a von Numers a escribir sus dramas finlandeses, y se ha dicho que ambos podrían ser llamados autores de estas obras. Su estreno fue en octubre de 1891, con la gran Ida Aalberg en el papel central.
El enérgico Kaarlo Bergbom, que podría describirse como un "dictador ilustrado", y Emilie Bergbom, encargada de vestuario y cajera, estuvieron al frente del teatro durante 33 años. El nuevo edificio, que fue diseñado por Onni Tarjanne y terminado en 1902, coronó el trabajo de su vida. Durante su tiempo, el repertorio incluía clásicos de la literatura mundial: Shakespeare, Moliere, Holberg, Schiller e Ibsen. El temperamento rápido y el sarcasmo mordaz de Bergbom a menudo lo llevaron a tener conflictos con actores y escritores. Según una historia, una vez, en su ira, rompió un pañuelo con los dientes. Se sabía que Minna Canth, von Numers y Aalberg resultaron heridos por su lengua mordaz.
En parte para seguir nuevas corrientes, Bergbom viajó mucho al extranjero. También tuvo que cuidar de su delicada salud. En 1903, Bergbom tuvo un ataque de apoplejía en Génova, pero logró recuperarse para la próxima temporada. Su hermana Emilia murió en septiembre de 1905. Esto marcó el final de la era de Bergbom. Bergbom murió cuatro meses después, el 17 de enero de 1906, en Helsinki.
"El arte es un cosmopolita. Sólo debe esforzarse por presentar lo universal, libre de toda limitación, su ideal es puramente humanista, la belleza y la perfección de la forma. Somos una nación pequeña, tomemos prestado lo mejor que tienen los extraños; el interés de el arte es el único solucionador de teatro". (Bergbom en Literary Monthly, marzo de 1872)
Bergbom se propuso con determinación alcanzar los más altos objetivos artísticos en el arte dramático. Al hacerlo, estableció el Teatro Nacional, que recorrió el país en sus primeros años, creando una fundación nacional para el futuro del arte escénico en Finlandia. Las primeras obras de Bergbom fueron escritas bajo la influencia del romanticismo: admiraba a Víctor Hugo, pero gradualmente adoptó los ideales del realismo. Al igual que su hermana Emilie, Bergbom nunca se casó. Sus amigos cercanos incluyeron al actor Niilo Sala, quien se suicidó en 1892, Emil Nervander y Jalmari Finne, quien era homosexual.